# پرچم مالایا (۱۸۹۶-۱۹۵۰)

۱:۲. پرچم مالایا (۱۸۹۶–۱۹۵۰).

پرچم ایالات فدرال مالایا (انگلیسی: Flag of Malaya) (۱۸۹۶–۱۹۴۶)، اتحادیه مالایا (۱۹۴۶–۱۹۴۸) و فدراسیون مالایا (۱۹۴۸–۱۹۵۰) نمایانگر اتحادیه چهار ایالت مالایی سلانگور، پراک، نگری سمبیلان و پاهانگ داخل یک فدراسیون بود، در حالیکه این فدراسیون تحت الحمایه تاج بریتانیا قرار داشت.
پرچم به صورت چند نوار باریک افقی با نسبت کلی ۱:۲ بود که به ترتیب نوار سفید در بالا، بعد نوار قرمز، سپس نوار زرد و در انتها نوار سیاه قرار داشت. در مرکز پرچم، یک شکل بیضی به رنگ سفید با محوریت افقی بود که درون این شکل بیضی، یک ببر مالایی (مالایی: Harimau Malaya) که صورت ببر در جهت چپ می‌باشد، در حال پرش بود.